# Episodi de La squadra del cuore
Questa è una lista degli episodi dell'anime La squadra del cuore (Hungry Heart Wild Striker).

## Lista episodi
| Nº | Titolo italiano Giapponese 「Kanji」 - Rōmaji | In onda           | In onda          |
| Nº | Titolo italiano Giapponese 「Kanji」 - Rōmaji | Giapponese        | Italiano         |
| 1  | In cerca di un allenatore 「お前、恭介か…？」 - Omae, Kyousuke ka? | 11 settembre 2002 | 1º dicembre 2003 |
| 2  | Volare da soli 「ありがとう…コーチ！」 - Arigatou... kouchi! | 18 settembre 2002 | 2 dicembre 2003  |
| 3  | Tre nuovi campioni 「絶対…負けねーっ！」 - Zettai... makenee! | 25 settembre 2002 | 3 dicembre 2003  |
| 3  | Kyosuke (Roy), Rodrigo, Sakai e altre otto riserve del Joyo disputano una partita contro la squadra titolare. Chi perde fa 100 giri di campo. La squadra riserve del Joyo nei primi quindici minuti sorprende andando in vantaggio per 2-0 ma poi crolla e perde per 12-2.                                                                          |                   |                  |
| 4  | Io sono un bomber 「オレ？何？ディフェンダー！？」 - Ore? Nani? Difendaa!? | 2 ottobre 2002    | 4 dicembre 2003  |
| 4  | Kano decide di andare a vivere nella Casa dello Studente della scuola. Fa la conoscenza con Kaori, la dietologa della squadra, che gli impone una rigida dieta a base di verdure. Il mister decide di far giocare titolari in un'amichevole le matricole Sakai, Rodrigo e Kano ma inspiegabilmente costringe Kano (attaccante) a giocare in difesa. |                   |                  |
| 5  | Paura di vivere 「逃げまくり？」 - Nigemakuri? | 9 ottobre 2002    | 5 dicembre 2003  |
| 5  | Kano, chiaramente inadatto a giocare in difesa, decide di lasciare la squadra perché il mister lo costringe a giocare in difesa mentre lui vorrebbe giocare in attacco. |                   |                  |
| 6  | L'importante è partecipare 「なんでフォワードじゃなきゃダメなの？」 - Nande fw ja nakya dame na no? | 16 ottobre 2002   | 6 dicembre 2003  |
| 6  | Kano assiste alla partita della squadra femminile dello Jyoyo. Nonostante l'impegno di Miki e delle altre ragazze il Jyoyo perde per 9-0. Miki rimprovera Kano perché ha lasciato la squadra e il giovane decide di ritornare in squadra accettando di giocare in difesa.                                                                           |                   |                  |
| 7  | Il calcio vuole tutto 「サッカーをなめるな！」 - Sakkaa wo nameru na! | 23 ottobre 2002   | 7 dicembre 2003  |
| 8  | Un allenamento massacrante 「決して誰にも、渡しはしない！」 - Kesshite dare ni mo, watashi wa shinai! | 30 ottobre 2002   | 8 dicembre 2003  |
| 9  | Tira fuori te stesso 「男のくせに何びびってるの!?」 - Otoko no kuse ni nani bibitteru no!? | 6 novembre 2002   | 9 dicembre 2003  |
| 10 | Il miglior attacco è la difesa 「見える！はっきりと見える！」 - Mieru! Hakkiri to mieru! | 13 novembre 2002  | 10 dicembre 2003 |
| 11 | Calcio ragionato 「恭介君が、茜ヶ丘の弱点…？」」 - Kyousuke-kun ga, akanegaoka no jakuten...? | 20 novembre 2002  | 11 dicembre 2003 |
| 12 | Due capitani in lotta 「枠にとらわれるな！」 - Waku ni torawareru na! | 27 novembre 2002  | 12 dicembre 2003 |
| 13 | L'uomo dalla testa arancione 「爆発頭のお兄ちゃーん！」 - Bakuhatsu atama no onii-chaan! | 4 dicembre 2002   | 13 dicembre 2003 |
| 14 | Il calcio a tutto campo 「全員、ロッカーに集合だ！」 - Zenin, rokkaa ni shuugou da! | 11 dicembre 2002  | 14 dicembre 2003 |
| 15 | Un trio esplosivo 「な、なんだ、あのシュート!?」 - Na, nanda, ano shuuto!? | 18 dicembre 2002  | 15 dicembre 2003 |
| 16 | Aspettando la semifinale 「もう、がまんの限界だ！！」 - Mou, gaman no genkai da!! | 25 dicembre 2002  | 16 dicembre 2003 |
| 17 | Scontro diretto 「今に引っぱり出してやるからな！」 - Ima ni hipparidashite yaru kara na! | 8 gennaio 2003    | 17 dicembre 2003 |
| 18 | Rodrigo è in difficoltà 「何か変よ、ロドリゴは！」 - Nanika hen yo Rodorigo wa! | 15 gennaio 2003   | 18 dicembre 2003 |
| 19 | L’ultima partita 「決めると言ったら決める！！」 - Kimeru to ittara kimeru!! | 22 gennaio 2003   | 19 dicembre 2003 |
| 20 | Non aver paura 「うじうじと、らしくない！」 - Ujiuji to, rashikunai! | 29 gennaio 2003   | 20 dicembre 2003 |
| 21 | Perché non lasci perdere? 「おーじょーぎわが悪いわねっ！」 - O-jo-giwa ga warui wa ne!! | 5 febbraio 2003   | 21 dicembre 2003 |
| 22 | Il ritiro estivo 「ワイらは何をやっとるんやろ…」 - Waira wa nani wo yattorun yaro... | 12 febbraio 2003  | 22 dicembre 2003 |
| 23 | Attacco d'amore 「露天風呂？」 - Rotenburo? | 19 febbraio 2003  | 23 dicembre 2003 |
| 24 | Arriva il mito 「お前ら生意気すぎんだよ！」 - Omaera namaiki sugin da yo! | 26 febbraio 2003  | 24 dicembre 2003 |
| 25 | Ritiro a sorpresa 「ワシ、サッカーで天下獲ったるわ！」 - Washi, sakkaa de tenka ettaru wa! | 5 marzo 2003      | 25 dicembre 2003 |
| 26 | Il computer entra in campo 「これを待っていたんだ！」 - Kore wo matte itan da! | 12 marzo 2003     | 26 dicembre 2003 |
| 27 | Finirà ai rigori? 「ＰＫ戦の開始です！」 - PK sen no kaishi desu! | 19 marzo 2003     | 27 dicembre 2003 |
| 28 | Tiro mancino 「いつも通りって…」 - Itsumo tooritte...! | 26 marzo 2003     | 28 dicembre 2003 |
| 29 | Kamata all'attacco 「来ォォーイ！アゴ軍曹！」 - kooo-i! Ago gunsou! | 2 aprile 2003     | 29 dicembre 2003 |
| 30 | Eccomi fratello 「来たぜ、兄貴！」 - Kita ze, aniki! | 9 aprile 2003     | 30 dicembre 2003 |
| 31 | Sfida a Tokyo 「今日は、全然ワクワクしないよ…」 - Konnichiwa, zenzen wakuwaku shinai yo... | 16 aprile 2003    | 31 dicembre 2003 |
| 32 | Una sconfitta per vincere 「叶恭介…許さない！」 - Kanou Kyousuke... yurusanai! | 23 aprile 2003    | 1º gennaio 2004  |
| 33 | La scelta del capitano 「まさか、カノウがキャプテン!?」 - Masaka, Kanou ga kyaputen!? | 30 aprile 2003    | 2 gennaio 2004   |
| 34 | Un nuovo trio di presuntuosi 「十年早ぇよ、鳥の巣頭！」 - Juu nen hayae yo, tori no souto! | 7 maggio 2003     | 3 gennaio 2004   |
| 35 | Roy si è infortunato 「こんな時に恭介君まで…！！」 - Konna toki ni Kyousuke-kun made...!! | 14 maggio 2003    | 4 gennaio 2004   |
| 36 | Tre indesiderati 「何やってんだよ、みんな！」 - Nan yatten da yo, minna! | 21 maggio 2003    | 5 gennaio 2004   |
| 37 | Dubbi 「誰もついて来ぇへんのか！？」 - Dare mo tsuite kihen no ka!? | 28 maggio 2003    | 6 gennaio 2004   |
| 38 | Il capitano di tutti 「『キャプテン・エサカ』…！？」 - 'Kyaputen Esaka'...!? | 4 giugno 2003     | 7 gennaio 2004   |
| 39 | Forza Miki 「食い逃げ女！いつまで寝てんだ！」 - Kuinige onna! Itsu made ne tenda! | 11 giugno 2003    | 8 gennaio 2004   |
| 40 | Il ritorno di Kano 「やっと戻って来れたぜ…」 - Yatto modotte koreta ze? | 18 giugno 2003    | 9 gennaio 2004   |
| 41 | Finalmente al completo 「じゅ、12点！？」 - Ju, 12 ten!? | 25 giugno 2003    | 10 gennaio 2004  |
| 42 | Il ribelle 「誰だ、アゴ軍曹って？」 - Dare da, ago gunsou tte? | 2 luglio 2003     | 11 gennaio 2004  |
| 43 | Il contratto 「…少し時間をくれませんか…」 - ...sukoshi jikan wo kuremasen ka? | 9 luglio 2003     | 12 gennaio 2004  |
| 44 | Scelte importanti 「父さん、ぼくはもう大丈夫だよ…」 - Tou-san, boku wa mou daijoubu da yo... | 16 luglio 2003    | 13 gennaio 2004  |
| 45 | Fantasmi dal passato 「さあ、来いや！！」 - Saa, koi ya!! | 23 luglio 2003    | 14 gennaio 2004  |
| 46 | Il calcio fulminante 「いてまえサッカー？」 - Itemae sakkaa? | 30 luglio 2003    | 15 gennaio 2004  |
| 47 | Visita al padre 「何処、つれてくつもり！？」 - Doko, tsureteku tsumori!? | 6 agosto 2003     | 16 gennaio 2004  |
| 48 | Sfida in famiglia 「んな所でチンタラやってられっか！」 - Nna tokoro de chintara yatterarekka! | 13 agosto 2003    | 17 gennaio 2004  |
| 49 | Il segreto di un padre 「もう少し居てくれんか？村上！」 - Mousukoshi itekuren ka? Murakami! | 20 agosto 2003    | 18 gennaio 2004  |
| 50 | Ancora una partita 「待っていたぞ叶恭介」 - Matte itazo Kanou Kyousuke?! | 27 agosto 2003    | 19 gennaio 2004  |
| 51 | La semifinale di Supercoppa 「茜ヶ丘魂じゃあああ！」 - Akanegaoka tamashii jaaaa! | 3 settembre 2003  | 20 gennaio 2004  |
| 52 | La partenza di Roy 「行って来い！叶恭介！！」 - Itte koi! Kanou Kyousuke!! | 10 settembre 2003 | 21 gennaio 2004  |